# Mill Hill East (stanice metra v Londýně)
Mill Hill East je stanice metra v Londýně, otevřená roku 1867. Nachází se na lince :
- Northern Line (zde končí a před touto stanicí je Finchley Central) Původně však konečnou být neměla. Měla vést až do stanice Edgware (stanice metra v Londýně), ale kvůli druhé světové válce byly práce pozastaveny, a později zrušeny. Koleje však už vedly do této stanice, a tak byl v intervalu 15 minut zaveden kyvadlový provoz mezi stanicemi Mill Hill East (stanice metra v Londýně) a Finchley Central (stanice metra v Londýně)

| Rok  | Počet cestujících |
| ---- | ----------------- |
| 2011 | 1,09 mil          |
| 2012 | 1,10 mil          |
| 2013 | 1,17 mil          |
| 2014 | 1,29 mil          |